# كيلاويا

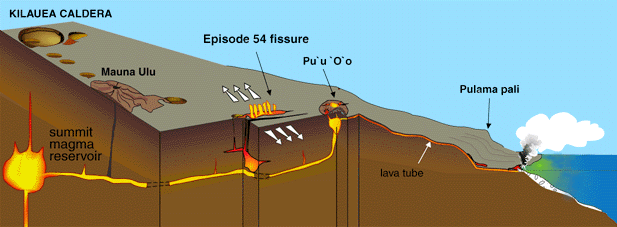
مقطع للبركان كيلاويا ومخرجه عند Puʻu ʻŌʻō على الساحل الشرقي.

كيلاويا (بالإنجليزية: Kīlauea)، هو حاليًا من أكثر البراكين نشاطاً على وجه الأرض وأكثرها زيارة. و بركان كيلاويا هو أحد البراكين الخمسة التي تتألف منها جزر هاواي التابعة للولايات المتحدة في وسط المحيط الهادي.
يسبق الثوران البركاني هزات من الزلازل التي تسبب الشقوق في الأرض مما يُسهِّل تدفق الصهارة إلى الخارج، وتتناثر منها الحمم. وعادةً ما يتبع نشاط بركان كيلاويا ضباب دخاني يصل مداه إلى الجزر الأخرى.
وهو من القوة بما يكفي للقضاء على بعض القرى وحرق العديد من المنازل كما حصل عند ثورانه عام 1990، وأكبر ثوران له كان عام 1920 حيث وصل ارتفاع الحمم إلى 20 كيلومتراً في الهواء.
في 3 مايو 2018 فُتحت فتحات حمم بركانية جديدة في أسفل منطقة بونا، ورافق الانفجار الجديد للثوران البركاني انبعاثات غازية سامة ونشاط زلزالي قوي، مما أدى إلى إجلاء ما يقارب من 2,000 شخص من ليلاني إستيتس.
في 10سبتمبر2023 قالت هيئة المسح الجيولوجي الأميركية إن بركان كيلاويا في جزيرة "بيغ آيلاند"، في أرخبيل هاواي، بدأ في الثوران وإن التدفقات تقتصر حاليا على الأرضية المحيطة بفوهة البركان وسبقت الثوران فترة من الزلازل القوية، بحسب ما ذكرت وكالة رويترز.